# 马宇骏
马宇骏（1965年6月25日—），男，满族，河北滦平人，中华人民共和国政治人物。研究生学历，理学硕士，高级经济师，曾任中国共产党石家庄市委员会副书记、石家庄市人民政府市长、党组书记。中国共产党河北省第九届委员会委员 。

## 生平
1984年12月加入中国共产党。本科和硕士研究生就读于河北师范大学地理系。毕业后1989年7月参加工作，在河北省工程咨询研究院任职，官至项目三处副处长。1998年4月，他借调到河北省人民政府办公厅综合二处，走上仕途。他此后历任河北省民族宗教事务厅副厅长、党组成员，秦皇岛市人民政府副市长、党组成员，中共秦皇岛市委常委、市政府常务副市长、党组副书记，中共张家口市委副书记、市政府市长、党组书记，河北省科学技术厅厅长、党组书记。
2021年1月8日，石家庄市十四届人大常委会第三十三次会议召开，接受因违纪违法问题接受调查的邓沛然辞去石家庄市人民政府市长职务的请求，决定任命马宇骏为市人民政府副市长、代理市长。由于2019冠状病毒病疫情正在石家庄市藁城区集中爆发，马宇骏出任石家庄市代理市长被称为“火线上任”、“临危受命”。1月9日，新任代理市长马宇骏出席河北省第二场疫情防控新闻发布会并发言，这是他担任此职务后首次公开亮相。
2021年2月，平山县人大常委会决定补选马宇骏为石家庄市人大代表，河北省人大常委会决定免去其省科技厅厅长职务。2月27日，在石家庄市十四届人大六次会议第二次全体会议上当选为石家庄市人民政府市长。2025年8月1日，辞去石家庄市人民政府市长职务。